# Kalfa
Kalfa – niewolnica w haremie tureckim pełniąca funkcję pokojowej oraz kierująca służbą pałacową. Ranga ta była poniżej rangi usta, przysługującej głównej zarządzającej służbą. Zgodnie z islamskim tradycyjnym prawem, kobiety te - w zależności od ich rangi - mogły mieć znaczną władzę i wpływ na swoje obowiązki i były zazwyczaj traktowane z dużym szacunkiem przez niższych rangą służących w haremie, a także przez członków rodziny sułtańskiej. 
Jedną ze sławnych kalf była Cevri Kalfa, niewolnica która uratowała życie Mahmuda II i dostała za to znaczny awans w haremowej hierarchii. Żony wielu sułtanów przed małżeństwem były kalfami. 
Wśród rzemieślników termin kalfa oznaczał ucznia przed awansem do usta, czyli przed otwarciem swego własnego sklepu.